# Jerzy Zawieyski

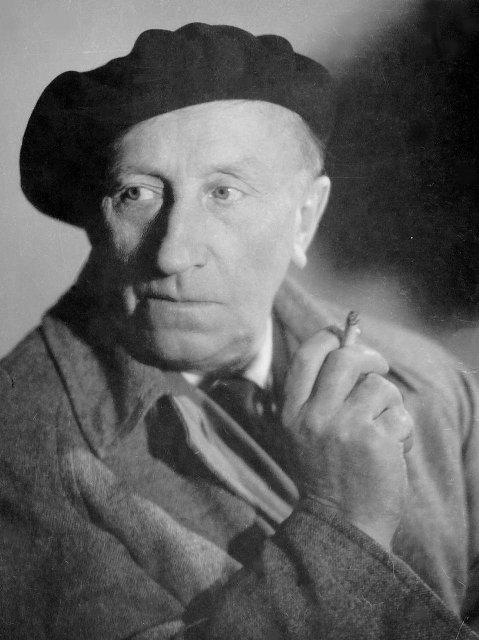
Jerzy Zawieyski

Jerzy Zawieyski (Radogoszcz, 2 oktober 1902 – Warschau, 18 juni 1969) was een Pools (toneel)schrijver en politicus. 
Zawieyski studeerde in Krakau en verbleef enige tijd in Frankrijk. Hij debuteerde in 1932. Reeds voor de Tweede Wereldoorlog schreef hij toneelstukken. Na de Tweede Wereldoorlog schreef hij diverse antifascistische en psychologische toneelstukken en romans. Zijn romans hebben een sterk moralistische en katholieke inslag en houden zich veel bezig met morele vraagstukken. Veel van zijn romans zijn verfilmd (in Polen).
In 1956 sloot Zawieyski zich aan bij de Klub Inteligencji Katolickiej (Club van Katholieke Intellectuelen). Hij was onder andere voorzitter van de afdeling Warschauw van de Club. 
Van 1957 tot 1969 was hij lid van de Sejm (parlement) voor de rooms-katholieke Znak-Groep en van 1957 tot 1968 was hij lid van de Staatsraad. Vanaf 1958 was hij tevens lid van het presidium van het Nationaal Front.
Als fel tegenstander van het antisemitisme bekritiseerde hij de antisemitische ('anti-zionistische') campagne die in 1968 door de regering was begonnen (hij tekende, samen met de voltallige fractie van Znak protest aan tegen het oplaaiende antisemitisme). Zawieyski gold als een belangrijke bruggenbouwer tussen het christendom en het jodendom in zijn land. 

## Werken (selectie)
- Gdzie jesteś, przyjacielu (debuut, 1932 [toneelstuk])
- Dramaty (1957 [verzamelde toneelstukken])
- Pokój głębi (1959 [verzameling novellen])
- Dramaty współczesne (1962 [drama])
- Korzenie ("Wortels", 1966 [novel])

- Bibliothèque nationale de France: cb12078745q (data)
- CiNii: DA05946655
- Gemeinsame Normdatei: 122267117
- International Standard Name Identifier: 0000 0001 0907 0978
- Library of Congress Control Number: n81128493
- Nationale Bibliotheek van Tsjechië: jn20010525285
- Nationale bibliotheek van Australië: 35791989
- Nationale Bibliotheek van Israël: 987007271747205171
- Nederlandse Thesaurus van Auteursnamen: 07150057X
- Réseau des bibliothèques de Suisse occidentale: 02-A003996108
- Système universitaire de documentation: 029088941
- Virtual International Authority File: 61570678
- WorldCat: E39PBJyRCtvVVHCVx86B9qDQbd